# Février 1809

## Événements

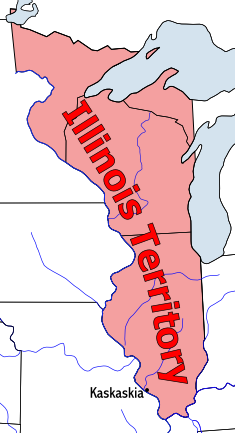
Territoire de l'Illinois

- 3 février, États-Unis : création du Territoire de l'Illinois [1]par une loi voté par le Congrès, qui sera appliqué le 1er mars 1809.

- 7 février, France : décret créant la Chambre de commerce de Dieppe.

- 14 février :
  - Balachov devient gouverneur militaire de Saint-Pétersbourg (1809-1810)[2].
  - Arrivée à Téhéran de l’ambassade de sir Harford Jones auprès du shah de Perse[3].

- 17 février, États-Unis : fondation de l'université Miami d'Oxford.

- 20 février :
  - Une décision de la Cour suprême des États-Unis déclare que le pouvoir du gouvernement fédéral est plus grand que n'importe quel État individuel.
  - Les Français prennent Saragosse ravagée par l’épidémie[4].

- 24 février :
  - Combat des Sables-d'Olonne[5]. La division britannique doit se retirer.
  - Capitulation de Louis Thomas Villaret de Joyeuse. Les Britanniques occupent la Martinique (fin en 1816)[6].

- 25 février : victoire française à la bataille de Valls, en Catalogne[7].

## Naissances

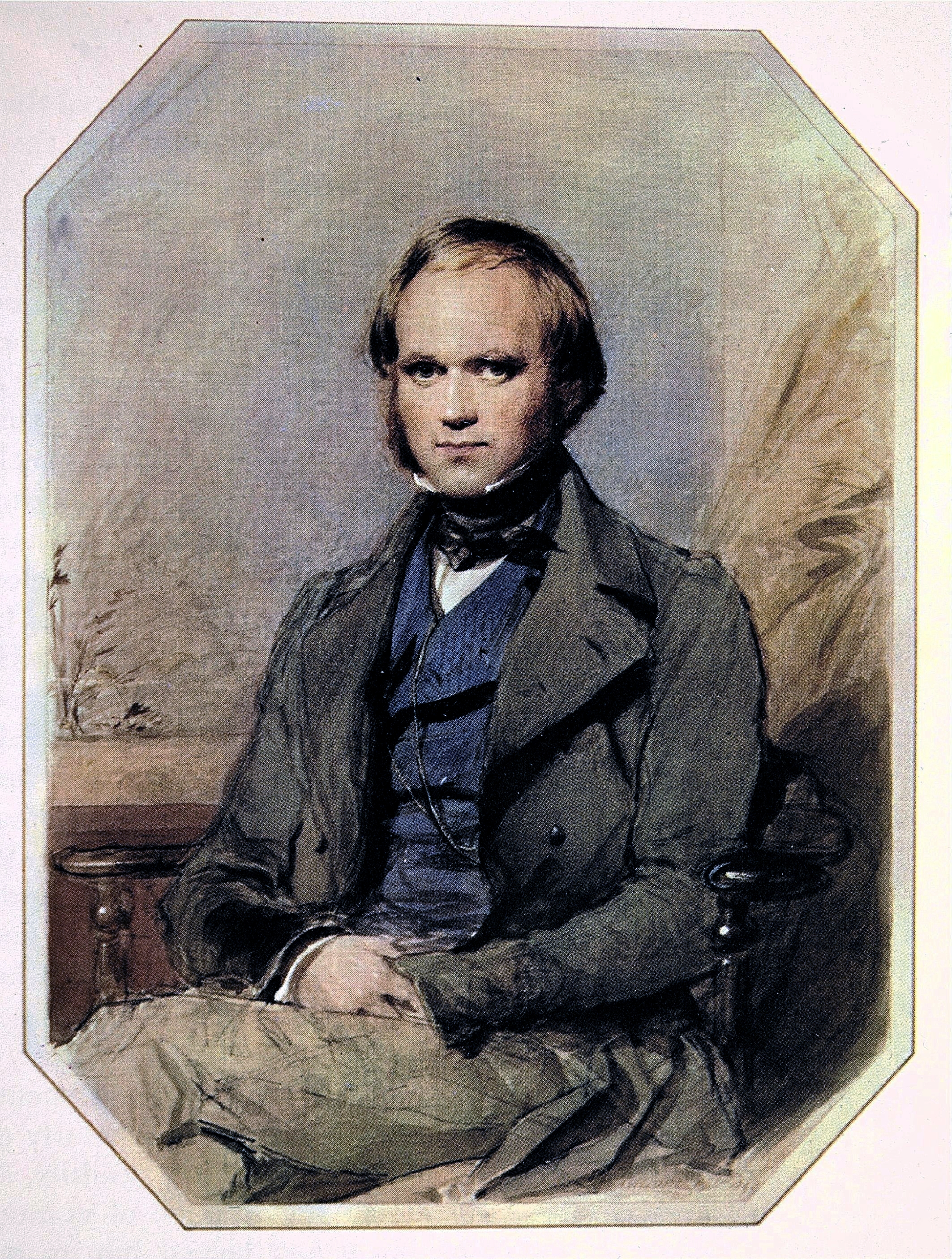
Charles Darwin

- 3 février : Felix Mendelssohn, compositeur († 4 novembre 1847).
- 6 février : Karl Bodmer, peintre, illustrateur et photographe français d'origine suisse († 30 octobre 1893).
- 12 février
  - Abraham Lincoln, président des États-Unis († 15 avril 1865).
  - Charles Darwin, savant britannique († 19 avril 1882).
- 15 février : André Hubert Dumont (mort en 1857), géologue et minéralogiste belge.
- 24 février : Asa Fitch (mort en 1879), entomologiste américain.

## Décès
- 10 février : Jörgen Zoega (né en 1755), archéologue danois.